# William L. O’Neill
William Lawrence O’Neill (* 18. April 1935 in Big Rapids, Michigan; † 29. März 2016 in New Brunswick, New Jersey) war ein US-amerikanischer Sozial- und Politikhistoriker, der sich vor allem mit der Geschichte der Vereinigten Staaten des 20. Jahrhunderts beschäftigte.

## Leben
William Lawrence O’Neill wurde 1935 in Big Rapids, einer kleinen Stadt nördlich von Grand Rapids, als ältester Sohn von John O’Neill, einem Wildcatter, und dessen Frau Helen (geborene Marsh), welche als Lehrerin arbeitete, geboren und verbrachte dort seine Kindheit.
Er studierte an der University of Michigan. Nach seiner dortigen Graduierung setzte er sein Studium an der University of California, Berkeley fort und promovierte hier in Geschichte. Anschließend lehrte er an der University of Pittsburgh, der University of Colorado und der University of Wisconsin. Ab 1971 lehrte er an der Rutgers University. 2006 erfolgte hier seine Emeritierung. Im Laufe seiner akademischen Karriere veröffentlichte er mehr als ein dutzend Bücher.
O’Neill war verheiratet und hatte zwei Töchter. Er starb im März 2016 an den Folgen eines septischen Schocks in Folge einer Lungenentzündung. Seine Beisetzung erfolgte auf dem Elmwood Cemetery in New Brunswick, New Jersey.

## Veröffentlichungen (Auswahl)
- Everyone Was Brave: a History of Feminism in America (1969)
- Coming Apart: An Informal History of America in the 1960’s (1971)
- The Last Romantic: A Life of Max Eastman (1978)
- A Better World: Stalinism and the American Intellectuals (1982)
- American High: The Years of Confidence, 1945-1960 (1986)
- A Democracy at War: America’s Fight at Home and Abroad in World War II (1993)
- World War II: A Student Companion (1999)
- A Bubble in Time: America during the Interwar Years, 1989-2001 (2009)